# Taça de Portugal 2001-2002
La Taça de Portugal 2001-2002 è stata la 62ª edizione del torneo. La coppa venne vinta dallo Sporting Lisbona in finale per 1-0 contro la sorpresa Leixões (compagine allora di terza divisione). Per i Leões si trattò del tredicesimo titolo di coppa nazionale. La squadra campione in carica era il Porto.
Il brasiliano Jardel dello Sporting fu il miglior marcatore della competizione con 7 gol, tra cui la rete decisiva nella finale.

## Sesto turno
| Locali (C)                | Risultato | Ospiti (C)            |
| Vila Real (II)            | 2 - 1     | Louletano (PL)        |
| Braga (PL)                | 4 - 2     | Paços Ferreira (LH)   |
| Alverca (LH)              | 1 - 2     | Sporting Lisbona (PL) |
| Marítimo (PL)             | 1 - 0     | Belenenses (PL)       |
| Caçadores das Taipas (II) | 0 - 2     | Portimonense (LH)     |
| Académico de Viseu (II)   | 0 - 4     | Porto (PL)            |
| Académica (PL)            | 1 - 2     | Salgueiros (PL)       |

| - C - campionato in cui la squadra milita |  | - III - III divisione - II - II divisione - LH - Liga de Honra - PL - Primeira Liga |

## Quarti di finale
| Locali (C)      | Risultato | Ospiti (C)            |
| Vila Real (II)  | 0 - 4     | Sporting Lisbona (PL) |
| Salgueiros (PL) | 0 - 0     | Marítimo (PL)         |
| Leixões (II)    | 3 - 1     | Portimonense (LH)     |
| Porto (PL)      | 1 - 2     | Braga (PL)            |

| - C - campionato in cui la squadra milita |  | - II - II divisione - LH - Liga de Honra - PL - Primeira Liga |

## Semifinali
| Locali (C)            | Risultato | Ospiti (C)    |
| Sporting Lisbona (PL) | 3 - 2     | Marítimo (PL) |
| Braga (PL)            | 1 - 3     | Leixões (II)  |

| - C - campionato in cui la squadra milita |  | - II - II divisione - PL - Primeira Liga |

## Finale
| Arbitro: | Olegário Benquerença (Leiria) |

|  |           |            |
|  | Marcatori | 40’ Jardel |

| Leixões | Sporting CP |

### Formazioni
| Leixões          |    |                   |     |     |
|                  |    |                   |     |     |
| POR              | 1  | Fernando Ferreira |     |     |
| TD               | 2  | Luís Barros       |     | 62’ |
| DC               | 3  | Nuno Silva        | 86’ |     |
| DC               | 4  | José António      |     |     |
| TS               | 5  | Sérgio Abreu      |     |     |
| CC               | 10 | Nail Beširović    |     |     |
| CC               | 6  | Christopher Odé   |     | 29’ |
| CD               | 8  | Pedras            |     | 46’ |
| TRQ              | 7  | Abílio ()         |     |     |
| CS               | 9  | Detinho           |     |     |
| ATT              | 11 | Henri Antchouet   |     |     |
| A disposizione:  |    |                   |     |     |
| POR              | 12 | Chico             |     |     |
| DIF              | 13 | Jorge Vilaça      |     |     |
| DIF              | 15 | José Cerqueira    |     | 62’ |
| CEN              | 14 | Bruno China       |     | 46’ |
| CEN              | 17 | Calica            |     |     |
| CEN              | 18 | Tozé              |     | 29’ |
| ATT              | 16 | Armando           |     |     |
| Allenatore:      |    |                   |     |     |
| Carlos Carvalhal |    |                   |     |     |

| Sporting Lisbona |    |                   |     |     |
|                  |    |                   |     |     |
| POR              | 1  | Nélson            |     |     |
| TD               | 26 | Facundo Quiroga   |     |     |
| DC               | 22 | Beto              | 37’ |     |
| DC               | 6  | André Cruz        | 10’ |     |
| TS               | 23 | Rui Jorge         |     |     |
| CC               | 4  | Rui Bento         |     |     |
| CC               | 17 | Paulo Bento       |     | 88’ |
| CD               | 8  | Pedro Barbosa ()  |     | 84’ |
| TRQ              | 25 | João Pinto        | 50’ |     |
| CS               | 21 | Dīmītrīs Nalitzīs |     | 53’ |
| ATT              | 16 | Mário Jardel      |     |     |
| A disposizione:  |    |                   |     |     |
| POR              | 31 | Alemão            |     |     |
| DIF              | 5  | Phil Babb         |     |     |
| DIF              | 15 | Hugo              |     |     |
| DIF              | 29 | César Prates      |     | 88’ |
| ATT              | 2  | Diogo Matos       |     |     |
| ATT              | 20 | Ricardo Quaresma  |     | 84’ |
| ATT              | 45 | Hugo Viana        |     | 53’ |
| Allenatore:      |    |                   |     |     |
| László Bölöni    |    |                   |     |     |